# Charlotte d'Amboise
Charlotte d'Amboise (New York, 11 maggio 1964) è una ballerina, attrice e cantante statunitense.

## Biografia
Debutta a Broadway nel 1983 con il musical Cats, a cui seguono Song and Dance (Broadway, 1985) e Carrie (Broadway, 1988). Nel 1989 viene candidata al Tony Award alla miglior attrice protagonista in un musical per la sua interpretazione nella rivista Jerome Robbins' Broadway. A questo primo successo seguono quelli di Damn Yankees e Company e nel 1999 interpreta per la prima volta il ruolo di Roxie Hart nel musical Chicago, un ruolo che ha ricoperto più volte a Broadway, Boston e nei tour statunitensi.
Nel 2000 sostituisce Karen Ziemba in Contact e nel 2006 interpreta Cassie (il ruolo in cui si esibiva originariamente Donna McKechnie) nel revival di Broadway di A Chorus Line, ottenendo una candidatura al Tony Award alla miglior attrice non protagonista in un musical. Nel 2013 torna a Broadway con il musical Pippin e resta nel musical fino al termine delle repliche, nel gennaio 2015.
Charlotte è apparsa in diversi film, tra cui Uno sguardo dal cielo (1996) e Frances Ha (2012).

## Vita privata
Charlotte è figlia del ballerino e coreografo Jacques d'Amboise e sorella di Christopher e Kate d'Amboise. È sposata con l'attore Terrence Mann (suo collega sia in Cats che in Pippin) dal 1996 e la coppia ha due figlie, Josephine e Shelby.

## Filmografia parziale

### Cinema
- Uno sguardo dal cielo (The Preacher's Wife), regia di Penny Marshall (1996)
- Frances Ha, regia di Noah Baumbach (2012)

### Televisione
- Law & Order - I due volti della giustizia - serie TV, 1 episodio (2001)
- Una vita da vivere - serie TV, 5 episodi (2009)

## Doppiatrici italiane
Nelle versioni in italiano delle opere in cui ha recitato, Charlotte d'Amboise è stata doppiata da:
- Emanuela D'Amico in Frances Ha
- Roberta Pellini in Law & Order